# Nomadelfia

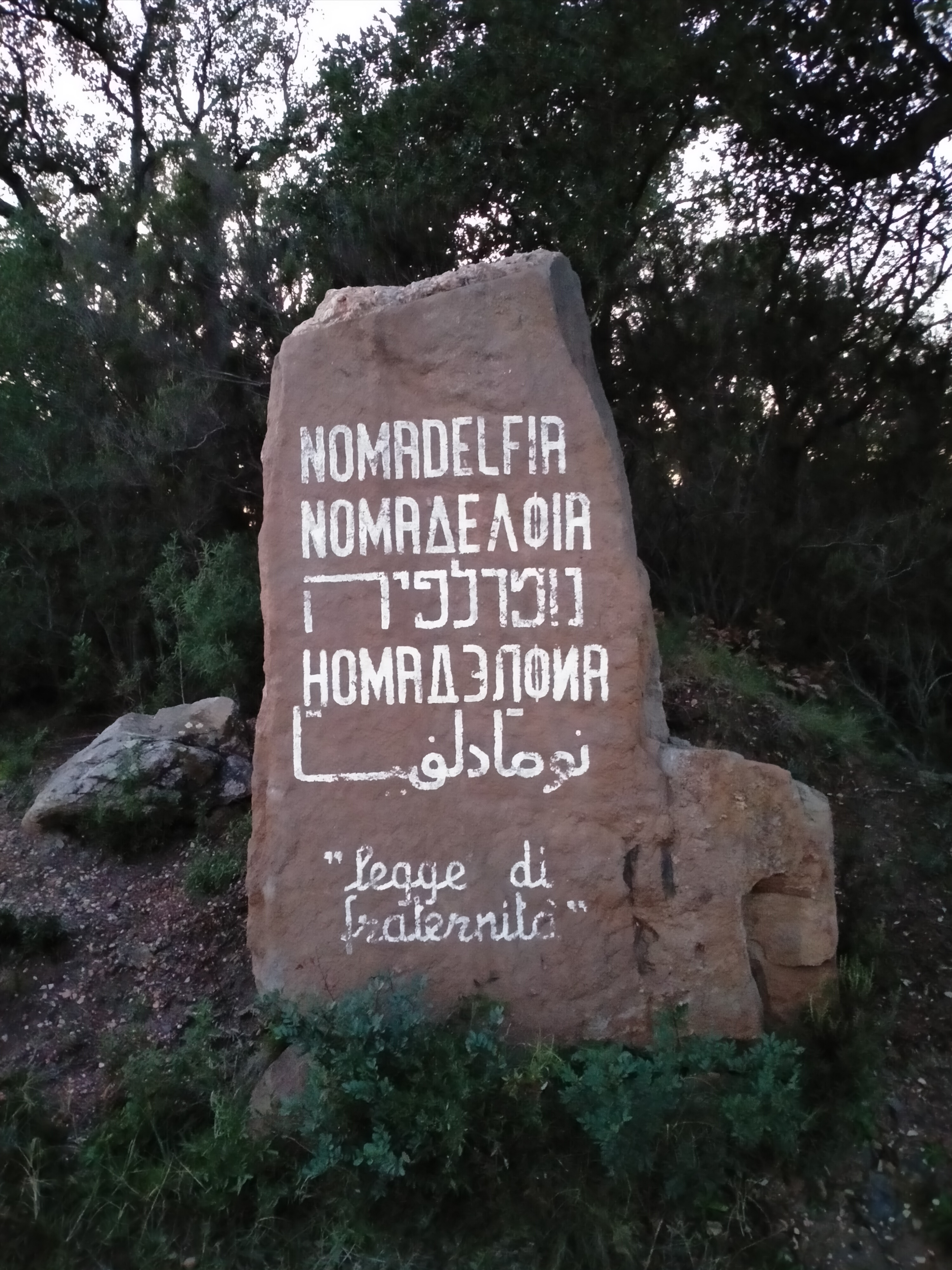

Nomadelfia is een plaats (frazione) in de Italiaanse gemeente Grosseto, provincie Grosseto.